# Nanomonadea
Classe
Les Nanomonadea sont une classe de chromistes de l'embranchement des Bigyra.

## Étymologie
Le nom Nanomonadea est dérivé du grec νανος / nanos « nain », et νανος / μονασ «  seul, solitaire, isolé ».

## Description
Les Nanomonadea sont des zooflagellés hétérocontes libres. Ils sont phagotrophes et non photosynthétiques. Leurs séquences d'ADNr 18S sont plus proches phylogénétiquement de celles des unicilates phagotrophes des Solenicola et des Incisomonas que de celles des Opalinea non phagotrophes vivant dans le tube digestif. 
Ils sont classés dans l'embranchement des Bigyra et le sous-embranchement des Opalozoa, et ne comprennent actuellement (2013) qu'un seul Ordre.

## Liste des ordres
Selon IRMNG (18 mars 2025) :
- Uniciliatida Cavalier-Smith, 2013

## Systématique
Le nom valide complet (avec auteur) de ce taxon est Nanomonadea Cavalier-Smith in Cavalier-Smith & Scoble, 2013.

## Publication originale
- Cavalier-Smith, T.; Scoble, J. M. (2013). Phylogeny of Heterokonta: Incisomonas marina, a uniciliate gliding opalozoan related to Solenicola (Nanomonadea), and evidence that Actinophryida evolved from raphidophytes. European Journal of Protistology. 49(3): 328-353. lire

- (en) Thomas Cavalier-Smith et Josephine M Scoble, « Phylogeny of Heterokonta: Incisomonas marina, a uniciliate gliding opalozoan related to Solenicola (Nanomonadea), and evidence that Actinophryida evolved from raphidophytes », European Journal of Protistology, vol. 49,‎ 2013, p. 328-354 (ISSN 0932-4739, e-ISSN 1618-0429, lire en ligne, consulté le 18 mars 2025)